# Həsənli (Cəlilabad)
Həsənli è un comune dell'Azerbaigian situato nel distretto di Cəlilabad. Conta una popolazione di 256 abitanti.